# Jasper Fforde

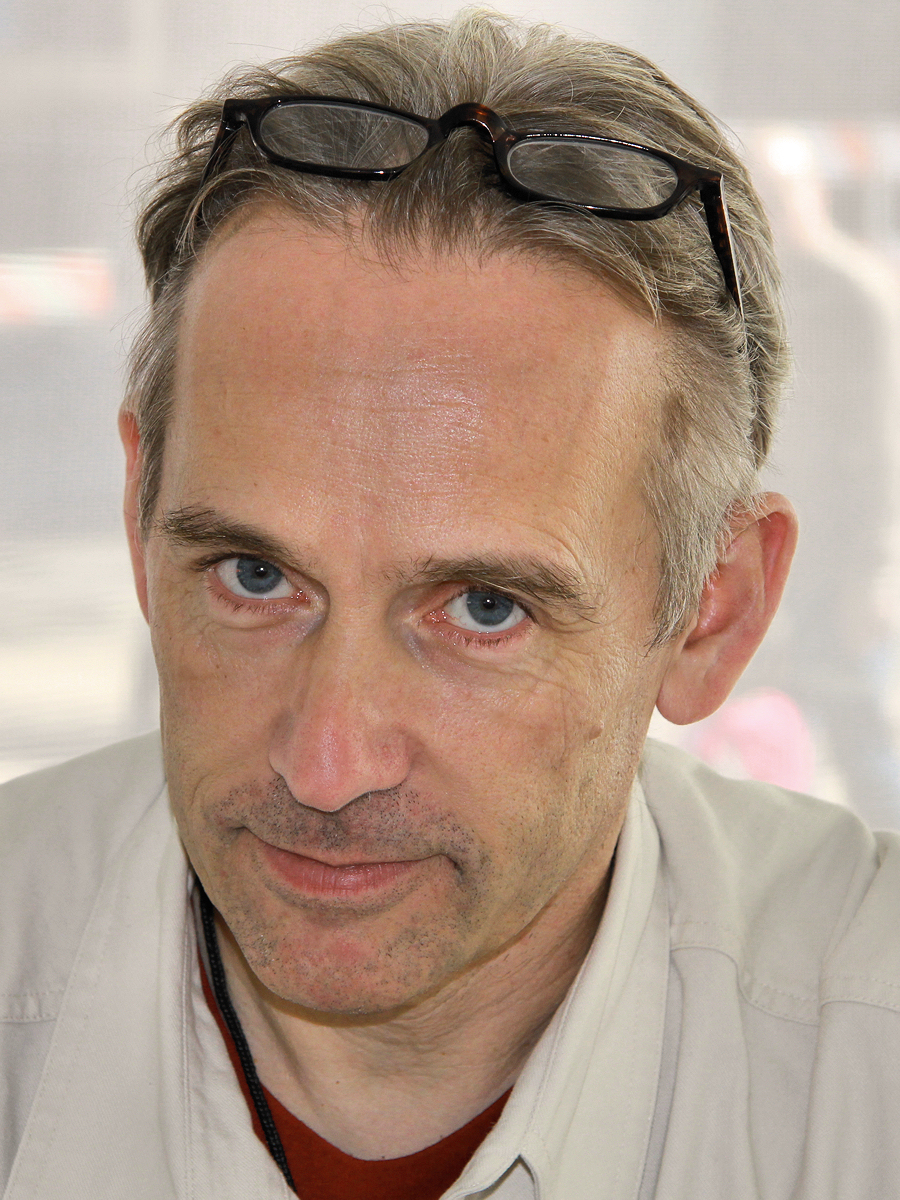
Jasper Fforde (2012)

Jasper Fforde (* 11. Januar 1961 in London) ist ein britischer Schriftsteller und Kameramann.

## Leben
Fforde ist hauptberuflich Kameraassistent (u. a. für den James-Bond-Film GoldenEye oder den Kinofilm The Saint – Der Mann ohne Namen).
2001 veröffentlichte er seinen ersten Roman Der Fall Jane Eyre um die Protagonistin Thursday Next, der in die englischen Bestsellerlisten aufstieg. Die Thursday-Next-Reihe wurde bis 2012 mit sechs weiteren Bänden fortgesetzt. Die Romane spielen in einer fiktionalen Parallelwelt, in der sich Wirklichkeit und Fantasie mischen.
2005 begann Fforde eine neue Romanreihe über die „Nursery Crime Division“. Der erste Band The Big Over Easy basiert auf Ffordes erstem zuvor unveröffentlichten Buchmanuskript, das von 76 Verlagen abgelehnt worden war. Protagonist der Reihe ist der Detective Inspector Jack Spratt, eine Nebenfigur aus dem Thursday-Next-Roman Im Brunnen der Manuskripte. Die Handlung spielt in einer fiktiven Version der englischen Stadt Reading, in der auch Figuren aus Sprechreimen und Märchen leben. Im Sommer 2006 erschien The Fourth Bear, der zweite Roman der Nursery Crimes-Reihe.
2009 erschuf Fforde mit Grau eine neue, auf drei Bände ausgelegte Romanwelt, in der die Demokratie in einer fernen Zukunft durch eine „Colorkratie“ ersetzt worden ist. In einer Welt von mehr oder weniger Farbenblinden entscheidet die Fähigkeit, Farben zu erkennen, über den sozialen Status. Der zweite Band Rot erschien 2024.
2010 schrieb er sein erstes Kinderbuch mit dem Titel Die letzte Drachentöterin, auch dies spielt in einem England, das mittelalterliche Elemente aufweist. Der zweite Band Das Lied des Quarktiers erschien 2011.
Die Bücher zählen zum Genre der Alternativweltgeschichten und enthalten Elemente von Kriminalliteratur, Fantasy und Komik. Sie zeichnen sich durch ihre Intertextualität, Wortspiele und einen nicht linearen Handlungsverlauf aus.
Fforde bietet auf seiner Internet-Seite Versionsupdates seiner Bücher und ein Forum an, in dem Fans selbstgeschriebene Geschichten oder Parodien zur Thursday-Next-Reihe publizieren können.
Jasper Fforde ist mit der britischen Schriftstellerin Katie Fforde verschwägert: Sein Cousin Desmond Fforde ist ihr Ehemann.

## Werke
Thursday-Next-Reihe
- The Eyre Affair. 2001, Hodder Press ISBN 978-0-340-82576-1. (deutsch: Der Fall Jane Eyre. dtv, München 2004, ISBN 3-423-24379-1)
- Lost in a Good Book. 2002, Hodder Press ISBN 978-0-340-73357-8. (deutsch: In einem anderen Buch. dtv, München 2004, ISBN 3-423-24430-5)
- The Well of Lost Plots. 2003 Hodder Press ISBN 978-0-340-82593-8. (deutsch: Im Brunnen der Manuskripte. dtv, München 2005, ISBN 3-423-24464-X)
- Something Rotten. 2004 Hodder Press ISBN 978-0-340-82595-2. (deutsch: Es ist was faul. dtv, München 2006, ISBN 3-423-24568-9)
- First Among Sequels. 2007 Hodder Press ISBN 978-0-340-75202-9. (deutsch: Irgendwo ganz anders. dtv, München 2009, ISBN 978-3-423-24758-0)
- One of Our Thursdays is Missing. 2011, Hodder Press ISBN 978-0-340-96308-1. (deutsch: Wo ist Thursday Next? dtv, München 2012, ISBN 978-3-423-24915-7)
- The Woman Who Died a Lot. Hodder & Stoughton, 2012, ISBN 978-0-340-96311-1.[1]

Nursery-Crimes-Reihe
- The Big Over Easy. 2005, Hodder Press ISBN 0-340-83569-9.
- The Fourth Bear. 2006, Hodder Press ISBN 978-0-340-83573-9.

Farben-Trilogie
- Shades of Grey, 2009 Hodder Press ISBN 978-0-340-96306-7. (deutsch: Grau, Eichborn Verlag, Frankfurt am Main, 2011, ISBN 978-3-8218-6140-1)
- Red Side Story, 2024. (deutsch: Rot, Eichborn Verlag, Frankfurt am Main, 2024, ISBN 978-3-8479-0174-7)

Dragonslayer-Reihe
- The Last Dragonslayer. Hodder & Stoughton, 2010, ISBN 978-1-4447-0717-5. (deutsch: Die letzte Drachentöterin Bastei Lübbe Verlag, 2015, ISBN 978-3-8466-0005-4)
- The Song of the Quarkbeast. Hodder & Stoughton, 2011, ISBN 978-1-4447-0725-0. (deutsch: Das Lied des Quarktiers Bastei Lübbe Verlag, 2016, ISBN 978-3-8466-0023-8)
- The Eye of Zoltar. Harcourt Brace and Company, 2014, ISBN 978-0-547-73849-9. (deutsch: Das Auge des Zoltars Bastei Lübbe Verlag, 2017, ISBN 978-3-8466-0045-0)
- The Great Troll War. Hodder & Stoughton, 2021, ISBN 978-1-4447-9993-4.

Sonstige
- Early Riser Hodder & Stoughton, 2018, ISBN 978-1-4447-6359-1. (deutsch: Eiswelt Heyne, 2018, ISBN 978-3-453-31969-1)
- The Constant Rabbit Hodder & Stoughton, 2020, ISBN 978-1-4447-6362-1.

## Auszeichnungen
- 2002: William L. Crawford Fantasy Award für The Eyre Affair, Der Fall Jane Eyre
- 2004: Dilys Award für Lost in a Good Book (deutsch: In einem anderen Buch).
- 2019: Kurd-Laßwitz-Preis für Eiswelt als bester ausländischer Roman